# Samuel Jenner

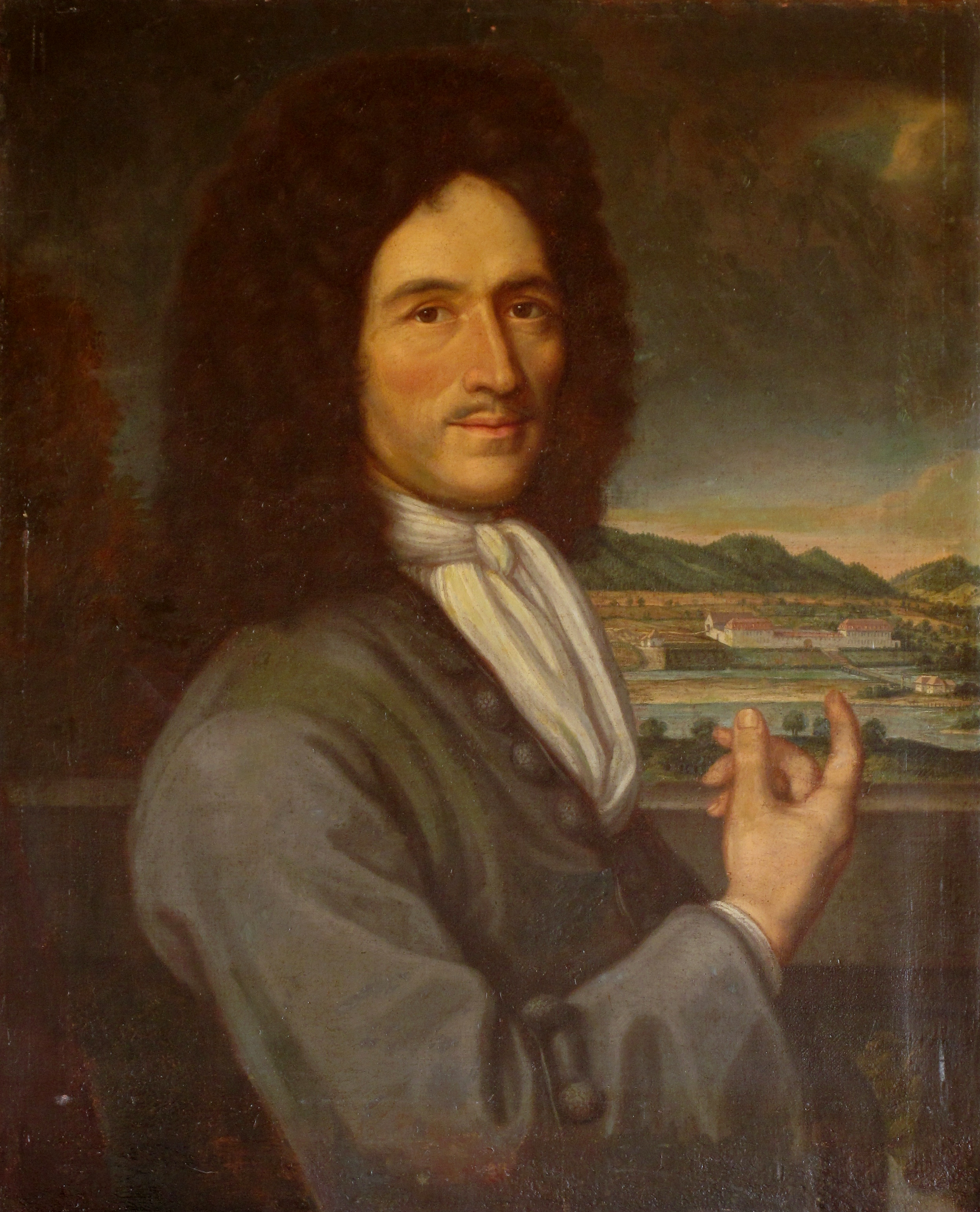
Samuel Jenner, Bildnis von Johannes Dünz (1704)

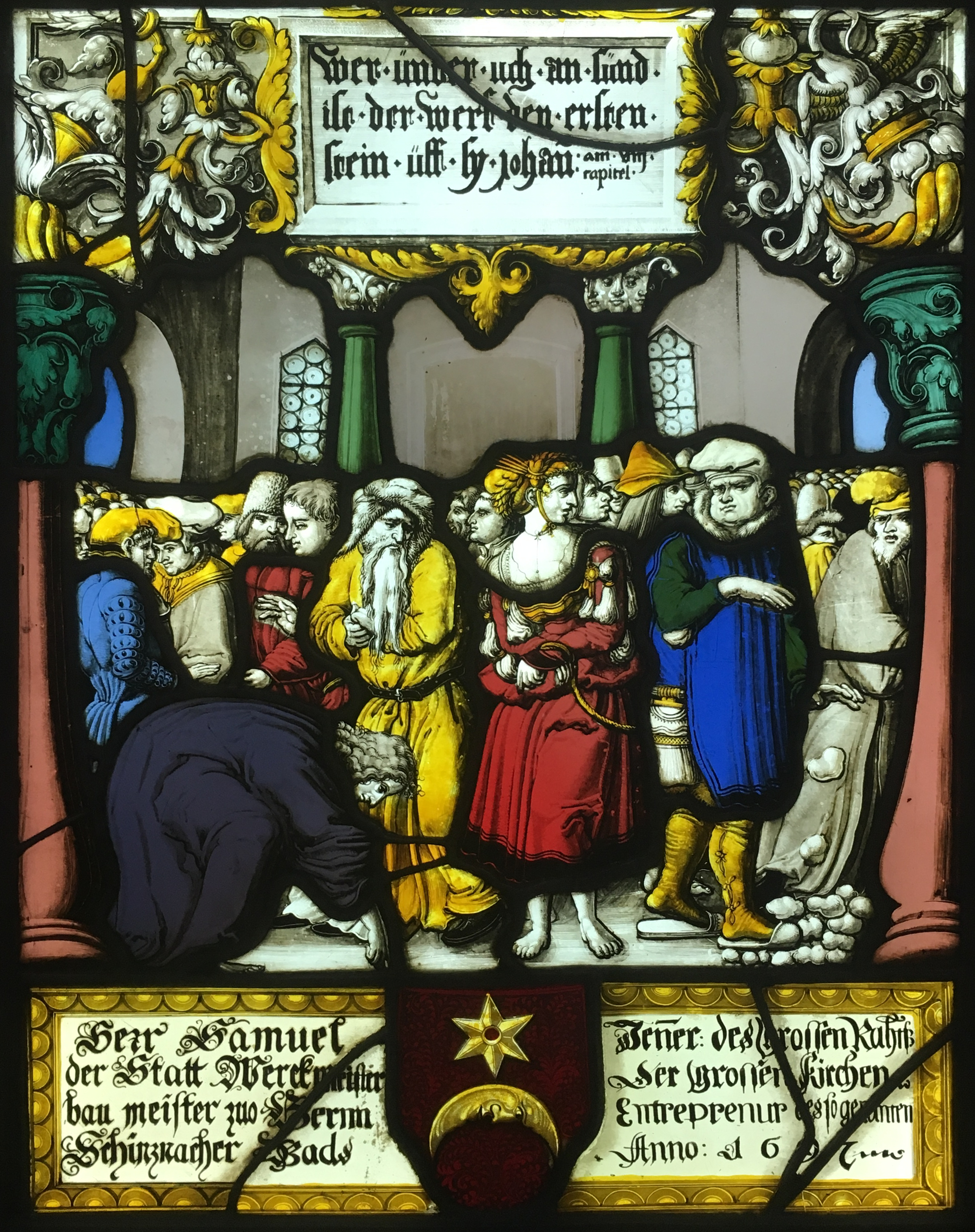
Christus und die Ehebrecherin, Kabinettscheibe für Samuel Jenner, Lukas Schwarz (zugeschrieben), nach einem Riss von Niklaus Manuel (um 1527/1697)

Samuel Jenner (* 1653 in Bern; † 6. März 1720 in Schinznach Bad; Burger von Bern) war ein Schweizer Architekt.

## Leben
Samuel Jenner wurde 1653 als Sohn des Hans Rudolf Jenner, Landvogt von Landshut, in Bern geboren und bei seinem Schwager Abraham Dünz zum Steinmetzen ausgebildet. 1680 erlangte er die Meisterwürde, und im folgenden Jahr heiratete er Anna Maria Pauli aus Brugg, Tochter des Pfarrers Theodor Pauli und der Johanna Dünz. 1682 wurde er zum Steinwerkmeister der Stadt Bern gewählt. Als solcher baute er das ehemalige Barfüsserkloster zur Alten Hochschule um. 1685 erfolgte der Umbau des Thalguts in Ittigen, 1688 die Wahl zum Münsterwerkmeister. In den kommenden Jahren baute er die Kirche Villars-le-Grand (1689/91) und das Kornhaus in Morges (1690/92). 1691 gelangte er in den Grossen Rat der Stadt Bern. Im Jahr 1696 erwarb er die Konzession der Badequelle in Schinznach, das heutige Bad Schinznach, und im folgenden Jahr entwarf er das neue Kornhaus in Brugg. 1700 erfolgte der Neubau des Hauses der Gesellschaft zum Distelzwang in Bern, 1701/02 baute er für Bernhard Effinger die Kirche im aargauischen Holderbank und 1703 die Kirche Heimiswil. Gleichen Jahres wurde Jenner in Bern Unterspitalvogt. Als Baugutachter war er 1711 bis 1714 Mitglied des Kanderdirektoriums.
Samuel Jenner verstarb 1720 in Schinznach. Sein Grab befindet sich in der Kirche Birr.